# Ctenochira dilatata
Ctenochira dilatata är en stekelart som först beskrevs av Léon Abel Provancher 1875.  Ctenochira dilatata ingår i släktet Ctenochira och familjen brokparasitsteklar. Inga underarter finns listade i Catalogue of Life.